# Цифровізація спорту
Цифровізація спорту — це процес інтеграції цифрових технологій у всі аспекти спортивної діяльності, включаючи тренування, змагання, управління, медіа та взаємодію з уболівальниками. Цей процес трансформує традиційні підходи до спорту, відкриваючи нові можливості для спортсменів, тренерів, організаторів та глядачів.

## Основні напрямки цифровізації спорту

### Тренувальний процес та аналітика
Сучасні технології дозволяють спортсменам та тренерам використовувати пристрої для моніторингу фізичних показників, аналізу техніки та планування тренувань. Наприклад, застосування штучного інтелекту для аналізу рухів допомагає виявити помилки та оптимізувати техніку виконання вправ.

### Управління спортивними організаціями
Цифрові платформи сприяють ефективному управлінню спортивними клубами, федераціями та організаціями. Вони забезпечують автоматизацію процесів, таких як реєстрація учасників, планування змагань та фінансовий облік.

### Взаємодія з уболівальниками
Технології дозволяють створювати інтерактивний досвід для уболівальників через мобільні додатки, соціальні мережі та віртуальні трансляції. Це підвищує залученість аудиторії та відкриває нові джерела доходу для спортивних організацій.

### Електронний спорт (eSports)
eSports є окремим напрямком цифровізації, який включає змагання у відеоіграх на професійному рівні. Цей сектор швидко розвивається та привертає значну увагу з боку інвесторів, спонсорів та глядачів.

## Цифровізація спорту в Україні

### Законодавчі ініціативи
У 2024 році Кабінет Міністрів України підтримав розроблений Міністерством молоді та спорту проєкт Закону України «Про фізичну культуру і спорт». Документ передбачає впровадження сучасних електронних систем та реєстрів для ефективного управління сферою фізичної культури і спорту. Серед ключових нововведень — створення терміну «Система Е-спорт» та можливість використання державних інформаційних ресурсів у спортивній сфері.

### Регіональні ініціативи
26 липня 2023 року відбулася нарада із заступниками голів обласних військових адміністрацій щодо впровадження інформаційних систем Мінмолодьспорту на місцевому рівні. Захід організовано Міністерством цифрової трансформації України.

### Підтримка стартапів
Міністерство молоді та спорту України підтримує розвиток спортивних стартапів. У 2022 році 12 українських спортивних стартапів взяли участь у програмі The Global Sports Innovation Center powered by Microsoft (GSIC), серед яких «12Climb», «AiSport» та «Streetball App».

## Виклики та перспективи

### Виклики
- Інфраструктурні обмеження: Недостатній рівень цифрової інфраструктури в деяких регіонах ускладнює впровадження нових технологій.
- Кадровий дефіцит: Бракує фахівців з аналізу даних, розробників програмного забезпечення та експертів із кібербезпеки.
- Фінансування: Обмежені фінансові ресурси можуть стримувати розвиток цифрових ініціатив у спорті.

### Перспективи
- Покращення здоров'я населення: Цифрові технології сприяють підвищенню фізичної активності та здоров'я громадян.
- Розвиток інновацій: Підтримка стартапів та впровадження новітніх технологій стимулюють інноваційний розвиток спортивної індустрії.
- Міжнародна інтеграція: Цифровізація сприяє інтеграції українського спорту у світову спортивну спільноту.